# Championnat d'Europe masculin de volley-ball 2023
 (septembre 2023).
Si vous disposez d'ouvrages ou d'articles de référence ou si vous connaissez des sites web de qualité traitant du thème abordé ici, merci de compléter l'article en donnant les références utiles à sa vérifiabilité et en les liant à la section « Notes et références ».
Navigation
Pologne/Tchéquie/Estonie/Finlande 2021
Le 33e Championnat d'Europe masculin de volley-ball a lieu en Italie, en Bulgarie, en Macédoine du Nord et en Israël du 28 août au 16 septembre 2023.

## Histoire
En mai 2022, les trois pays — la Bulgarie, l'Italie et la Macédoine du Nord — ont confirmé leur participation à l'organisation conjointe de l'édition masculine de l'EuroVolley 2023.
L'Ukraine devait être l'un des hôtes de l'EuroVolley 2023, mais en raison de l'invasion en cours, elle a perdu le droit d'accueillir le tournoi. La seule arène qui convenait pour les championnats était Yunist à Zaporizhzhia. Le 5 octobre 2022, la CEV annonce qu'Israël est le nouvel hôte du tournoi en remplacement de l'Ukraine. Le tirage au sort des groupes du premier tour a eu lieu le 16 novembre 2022 au Palazzo dello Sport, à Naples.
Le 9 février 2023, la CEV a annoncé que Rome accueillerait les demi-finales et les matchs pour les médailles, tandis que Bologne accueillerait le match d'ouverture entre la Belgique et l'Italie.

## Équipes présentes
| Voie de qualification                          | Qualifié                                                                 |
| ---------------------------------------------- | ------------------------------------------------------------------------ |
| Pays hôtes (qualifiés d'office)                | - Italie - Bulgarie - Macédoine du Nord - Israël                         |
| Championnat d'Europe 2021 (qualifiés d'office) | - Pologne - Slovénie - Serbie - Pays-Bas - Allemagne - Tchéquie - France |
| Vainqueurs de Poule                            | - Turquie - Finlande - Belgique - Portugal - Grèce - Espagne - Roumanie  |
| Meilleurs seconds de poule                     | - Suisse - Danemark - Monténégro - Estonie - Croatie                     |
| Repêchage                                      | - Ukraine                                                                |

## Tour préliminaire

### Composition des groupes
| Poule A                                                            | Poule B                                                               | Poule C                                                                            | Poule D                                                          |
| ------------------------------------------------------------------ | --------------------------------------------------------------------- | ---------------------------------------------------------------------------------- | ---------------------------------------------------------------- |
| - Hôte : Italie - Suisse - Serbie - Allemagne - Belgique - Estonie | - Hôte : Bulgarie - Finlande - Slovénie - Ukraine - Croatie - Espagne | - Hôte : Macédoine du Nord - Monténégro - Pologne - Pays-Bas - Tchéquie - Danemark | - Hôte : Israël - Roumanie - France - Turquie - Portugal - Grèce |

### Poule A
| # | Équipe    | Pts | J | G | Gt | Pt | P | Sp | Sc | Ratio | Pp  | Pc  | Ratio |
| 1 | Italie    | 14  | 5 | 4 | 1  | 0  | 0 | 15 | 2  | 7.5   | 402 | 326 | 1.233 |
| 2 | Serbie    | 12  | 5 | 4 | 0  | 0  | 1 | 12 | 5  | 2.4   | 393 | 365 | 1.077 |
| 3 | Allemagne | 9   | 5 | 2 | 1  | 1  | 1 | 12 | 8  | 1.5   | 448 | 407 | 1.101 |
| 4 | Belgique  | 7   | 5 | 2 | 0  | 1  | 2 | 9  | 10 | 0.9   | 398 | 412 | 0.966 |
| 5 | Estonie   | 2   | 5 | 0 | 1  | 0  | 4 | 4  | 14 | 0.286 | 366 | 414 | 0.884 |
| 6 | Suisse    | 1   | 5 | 0 | 0  | 1  | 4 | 2  | 15 | 0.133 | 325 | 408 | 0.797 |
| # = classement; Pts = points; J = joués; G / Gt / Pt / P = gagnés 3-0 ou 3-1 / gagnés au tie-break 3-2 / perdus au tie-break 2-3 / perdus 1-3 ou 0-3; Sp / Sc / Ratio = sets pour / contre / ratio de sets pour/contre; Pp / Pc / Ratio = points pour / contre / ratio de points pour/contre |           |     |   |   |    |    |   |    |    |       |     |     |       |

### Poule B
| # | Équipe   | Pts | J | G | Gt | Pt | P | Sp | Sc | Ratio | Pp  | Pc  | Ratio |
| 1 | Slovénie | 15  | 5 | 5 | 0  | 0  | 0 | 15 | 1  | 15    | 411 | 328 | 1.253 |
| 2 | Croatie  | 8   | 5 | 2 | 1  | 0  | 2 | 9  | 9  | 1     | 383 | 395 | 0.97  |
| 3 | Ukraine  | 6   | 5 | 1 | 1  | 1  | 2 | 10 | 11 | 0.909 | 459 | 460 | 0.998 |
| 4 | Bulgarie | 6   | 5 | 2 | 0  | 0  | 3 | 8  | 11 | 0.727 | 437 | 458 | 0.954 |
| 5 | Espagne  | 6   | 5 | 2 | 0  | 0  | 3 | 6  | 11 | 0.545 | 361 | 397 | 0.909 |
| 6 | Finlande | 4   | 5 | 1 | 0  | 1  | 3 | 7  | 12 | 0.583 | 423 | 436 | 0.97  |
| # = classement; Pts = points; J = joués; G / Gt / Pt / P = gagnés 3-0 ou 3-1 / gagnés au tie-break 3-2 / perdus au tie-break 2-3 / perdus 1-3 ou 0-3; Sp / Sc / Ratio = sets pour / contre / ratio de sets pour/contre; Pp / Pc / Ratio = points pour / contre / ratio de points pour/contre |          |     |   |   |    |    |   |    |    |       |     |     |       |

### Poule C
| # | Équipe            | Pts | J | G | Gt | Pt | P | Sp | Sc | Ratio | Pp  | Pc  | Ratio |
| 1 | Pologne           | 15  | 5 | 5 | 0  | 0  | 0 | 15 | 1  | 15    | 398 | 272 | 1.463 |
| 2 | Pays-Bas          | 12  | 5 | 4 | 0  | 0  | 1 | 13 | 4  | 3.25  | 403 | 364 | 1.107 |
| 3 | Tchéquie          | 9   | 5 | 3 | 0  | 0  | 2 | 9  | 7  | 1.286 | 375 | 351 | 1.068 |
| 4 | Macédoine du Nord | 6   | 5 | 2 | 0  | 0  | 3 | 6  | 10 | 0.6   | 332 | 373 | 0.89  |
| 5 | Monténégro        | 3   | 5 | 1 | 0  | 0  | 4 | 3  | 13 | 0.231 | 308 | 399 | 0.772 |
| 6 | Danemark          | 0   | 5 | 0 | 0  | 0  | 5 | 4  | 15 | 0.267 | 415 | 472 | 0.879 |
| # = classement; Pts = points; J = joués; G / Gt / Pt / P = gagnés 3-0 ou 3-1 / gagnés au tie-break 3-2 / perdus au tie-break 2-3 / perdus 1-3 ou 0-3; Sp / Sc / Ratio = sets pour / contre / ratio de sets pour/contre; Pp / Pc / Ratio = points pour / contre / ratio de points pour/contre |                   |     |   |   |    |    |   |    |    |       |     |     |       |

### Poule D
| # | Équipe   | Pts | J | G | Gt | Pt | P | Sp | Sc | Ratio | Pp  | Pc  | Ratio |
| 1 | France   | 12  | 5 | 4 | 0  | 0  | 1 | 13 | 4  | 3.25  | 498 | 427 | 1.166 |
| 2 | Portugal | 9   | 5 | 2 | 1  | 1  | 1 | 12 | 8  | 1.5   | 435 | 434 | 1.002 |
| 3 | Roumanie | 9   | 5 | 2 | 1  | 1  | 1 | 11 | 10 | 1.1   | 462 | 450 | 1.027 |
| 4 | Turquie  | 8   | 5 | 2 | 0  | 2  | 1 | 10 | 10 | 1     | 467 | 439 | 1.064 |
| 5 | Israël   | 4   | 5 | 0 | 2  | 0  | 3 | 6  | 13 | 0.462 | 391 | 439 | 0.891 |
| 6 | Grèce    | 3   | 5 | 0 | 1  | 1  | 3 | 7  | 14 | 0.5   | 440 | 482 | 0.913 |
| # = classement; Pts = points; J = joués; G / Gt / Pt / P = gagnés 3-0 ou 3-1 / gagnés au tie-break 3-2 / perdus au tie-break 2-3 / perdus 1-3 ou 0-3; Sp / Sc / Ratio = sets pour / contre / ratio de sets pour/contre; Pp / Pc / Ratio = points pour / contre / ratio de points pour/contre |          |     |   |   |    |    |   |    |    |       |     |     |       |

## Phase finale
|  | Huitièmes de finale | Huitièmes de finale |          |                            | Quarts de finale           | Quarts de finale   |   |  | Demi-finales       | Demi-finales       |  |  | Finale                     | Finale                     |
|  | Huitièmes de finale | Huitièmes de finale |          |                            | Quarts de finale           | Quarts de finale   |   |  | Demi-finales       | Demi-finales       |  |  | Finale                     | Finale                     |
|  |                     |                     |          |                            |                            |                    |   |  |                    |                    |  |  |                            |                            |
|  | 9 septembre, Bari   | 9 septembre, Bari   |          |                            | 12 septembre, Bari         | 12 septembre, Bari |   |  | 14 septembre, Rome | 14 septembre, Rome |  |  | 16 septembre à 21h00, Rome | 16 septembre à 21h00, Rome |
|  | 9 septembre, Bari   | 9 septembre, Bari   |          |                            | 12 septembre, Bari         | 12 septembre, Bari |   |  | 14 septembre, Rome | 14 septembre, Rome |  |  | 16 septembre à 21h00, Rome | 16 septembre à 21h00, Rome |
|  | Italie              | 3                   |          |                            | 12 septembre, Bari         | 12 septembre, Bari |   |  | 14 septembre, Rome | 14 septembre, Rome |  |  | 16 septembre à 21h00, Rome | 16 septembre à 21h00, Rome |
|  | Italie              | 3                   |          |                            | 12 septembre, Bari         | 12 septembre, Bari |   |  | 14 septembre, Rome | 14 septembre, Rome |  |  | 16 septembre à 21h00, Rome | 16 septembre à 21h00, Rome |
|  | Macédoine du Nord   | 0                   |          |                            | 12 septembre, Bari         | 12 septembre, Bari |   |  | 14 septembre, Rome | 14 septembre, Rome |  |  | 16 septembre à 21h00, Rome | 16 septembre à 21h00, Rome |
|  | Macédoine du Nord   | 0                   | Italie   | 3                          |                            |                    |   |  | 14 septembre, Rome | 14 septembre, Rome |  |  | 16 septembre à 21h00, Rome | 16 septembre à 21h00, Rome |
|  | 9 septembre, Bari   |                     | Italie   | 3                          |                            |                    |   |  | 14 septembre, Rome | 14 septembre, Rome |  |  | 16 septembre à 21h00, Rome | 16 septembre à 21h00, Rome |
|  |                     | Pays-Bas            | 2        |                            |                            |                    |   |  | 14 septembre, Rome | 14 septembre, Rome |  |  | 16 septembre à 21h00, Rome | 16 septembre à 21h00, Rome |
|  | Pays-Bas            | Pays-Bas            | 2        | 3                          |                            |                    |   |  | 14 septembre, Rome | 14 septembre, Rome |  |  | 16 septembre à 21h00, Rome | 16 septembre à 21h00, Rome |
|  | Pays-Bas            | 11 septembre, Varna |          | 3                          |                            |                    |   |  | 14 septembre, Rome | 14 septembre, Rome |  |  | 16 septembre à 21h00, Rome | 16 septembre à 21h00, Rome |
|  | Allemagne           | 2                   |          |                            |                            |                    |   |  | 14 septembre, Rome | 14 septembre, Rome |  |  | 16 septembre à 21h00, Rome | 16 septembre à 21h00, Rome |
|  | Allemagne           | 2                   | Italie   | 3                          |                            |                    |   |  |                    |                    |  |  | 16 septembre à 21h00, Rome | 16 septembre à 21h00, Rome |
|  | 8 septembre, Varna  |                     | Italie   | 3                          |                            |                    |   |  |                    |                    |  |  | 16 septembre à 21h00, Rome | 16 septembre à 21h00, Rome |
|  |                     | France              | 0        |                            |                            |                    |   |  |                    |                    |  |  | 16 septembre à 21h00, Rome | 16 septembre à 21h00, Rome |
|  | France              | France              | 0        | 3                          |                            |                    |   |  |                    |                    |  |  | 16 septembre à 21h00, Rome | 16 septembre à 21h00, Rome |
|  | France              | 14 septembre, Rome  |          | 3                          |                            |                    |   |  |                    |                    |  |  | 16 septembre à 21h00, Rome | 16 septembre à 21h00, Rome |
|  | Bulgarie            | 0                   |          |                            |                            |                    |   |  |                    |                    |  |  | 16 septembre à 21h00, Rome | 16 septembre à 21h00, Rome |
|  | Bulgarie            | 0                   | France   | 3                          |                            |                    |   |  |                    |                    |  |  | 16 septembre à 21h00, Rome | 16 septembre à 21h00, Rome |
|  | 8 septembre, Varna  |                     | France   | 3                          |                            |                    |   |  |                    |                    |  |  | 16 septembre à 21h00, Rome | 16 septembre à 21h00, Rome |
|  |                     | Roumanie            | 0        |                            |                            |                    |   |  |                    |                    |  |  | 16 septembre à 21h00, Rome | 16 septembre à 21h00, Rome |
|  | Croatie             | Roumanie            | 0        | 2                          |                            |                    |   |  |                    |                    |  |  | 16 septembre à 21h00, Rome | 16 septembre à 21h00, Rome |
|  | Croatie             | 12 septembre, Bari  |          | 2                          |                            |                    |   |  |                    |                    |  |  | 16 septembre à 21h00, Rome | 16 septembre à 21h00, Rome |
|  | Roumanie            | 3                   |          |                            |                            |                    |   |  |                    |                    |  |  | 16 septembre à 21h00, Rome | 16 septembre à 21h00, Rome |
|  | Roumanie            | 3                   | Italie   | 0                          |                            |                    |   |  |                    |                    |  |  |                            |                            |
|  | 10 septembre, Bari  |                     | Italie   | 0                          |                            |                    |   |  |                    |                    |  |  |                            |                            |
|  |                     | Pologne             | 3        |                            |                            |                    |   |  |                    |                    |  |  |                            |                            |
|  | Pologne             | Pologne             | 3        | 3                          |                            |                    |   |  |                    |                    |  |  |                            |                            |
|  | Pologne             |                     |          | 3                          |                            |                    |   |  |                    |                    |  |  |                            |                            |
|  | Belgique            | 1                   |          |                            |                            |                    |   |  |                    |                    |  |  |                            |                            |
|  | Belgique            | 1                   | Pologne  | 3                          |                            |                    |   |  |                    |                    |  |  |                            |                            |
|  | 10 septembre, Bari  |                     | Pologne  | 3                          |                            |                    |   |  |                    |                    |  |  |                            |                            |
|  |                     | Serbie              | 1        |                            |                            |                    |   |  |                    |                    |  |  |                            |                            |
|  | Serbie              | Serbie              | 1        | 3                          |                            |                    |   |  |                    |                    |  |  |                            |                            |
|  | Serbie              | 11 septembre, Varna |          | 3                          |                            |                    |   |  |                    |                    |  |  |                            |                            |
|  | Tchéquie            | 0                   |          |                            |                            |                    |   |  |                    |                    |  |  |                            |                            |
|  | Tchéquie            | 0                   | Pologne  | 3                          |                            |                    |   |  |                    |                    |  |  |                            |                            |
|  | 9 septembre, Varna  |                     | Pologne  | 3                          |                            |                    |   |  |                    |                    |  |  |                            |                            |
|  |                     | Slovénie            | 1        |                            |                            |                    |   |  |                    |                    |  |  |                            |                            |
|  | Slovénie            | Slovénie            | 1        | 3                          |                            |                    |   |  |                    |                    |  |  |                            |                            |
|  | Slovénie            |                     |          | 3                          |                            |                    |   |  |                    |                    |  |  |                            |                            |
|  | Turquie             | 2                   |          | Match pour la 3e place     | Match pour la 3e place     |                    |   |  |                    |                    |  |  |                            |                            |
|  | Turquie             | 2                   | Slovénie | Match pour la 3e place     | Match pour la 3e place     | 3                  |   |  |                    |                    |  |  |                            |                            |
|  | 9 septembre, Varna  | 9 septembre, Varna  | Slovénie | 16 septembre à 17h30, Rome | 16 septembre à 17h30, Rome | 3                  |   |  |                    |                    |  |  |                            |                            |
|  | 9 septembre, Varna  | 9 septembre, Varna  |          | 16 septembre à 17h30, Rome | 16 septembre à 17h30, Rome | Ukraine            | 1 |  |                    |                    |  |  |                            |                            |
|  | Portugal            | 0                   | France   | 2                          |                            | Ukraine            | 1 |  |                    |                    |  |  |                            |                            |
|  | Portugal            | 0                   | France   | 2                          |                            |                    |   |  |                    |                    |  |  |                            |                            |
|  | Ukraine             | 3                   |          | Slovénie                   | 3                          |                    |   |  |                    |                    |  |  |                            |                            |
|  | Ukraine             | 3                   |          | Slovénie                   | 3                          |                    |   |  |                    |                    |  |  |                            |                            |

## Classement final
| Place              | Équipe            |
| ------------------ | ----------------- |
| Médaille d'or      | Pologne           |
| Médaille d'argent  | Italie            |
| Médaille de bronze | Slovénie          |
| 4                  | France            |
| 5                  | Pays-Bas          |
| 6                  | Serbie            |
| 7                  | Roumanie          |
| 8                  | Ukraine           |
| 9                  | Allemagne         |
| 10                 | Portugal          |
| 11                 | Croatie           |
| 12                 | Tchéquie          |
| 13                 | Turquie           |
| 14                 | Belgique          |
| 15                 | Bulgarie          |
| 16                 | Macédoine du Nord |
| 17                 | Espagne           |
| 18                 | Israël            |
| 19                 | Finlande          |
| 20                 | Grèce             |
| 21                 | Monténégro        |
| 22                 | Estonie           |
| 23                 | Suisse            |
| 24                 | Danemark          |